# Frông lạnh

Biểu tượng của frông lạnh: đường màu lam với các tam giác chỉ về hướng chuyển động

Frông lạnh được định nghĩa như là rìa phía trước của khối khí lạnh và khô hơn, đang chuyển động và thay thế dần (ở mức mặt đất) cho khối khí nóng hơn phía trước nó. Trên bản đồ thời tiết frông lạnh được thể hiện bằng đường màu xanh lam với các tam giác có đỉnh hướng về phía di chuyển của frông. Khi di chuyển qua đường của frông lạnh thì gió, như ở trường hợp của frông nóng, bị xoay sang phía phải, nhưng sự xoay này là đáng kể và mãnh liệt hơn -từ tây nam, nam (trước frông) sang tây, tây bắc (sau frông). Tốc độ gió cũng tăng lên. Áp suất khí quyển trước frông thay đổi chậm. Nó có thể giảm xuống, nhưng cũng có thể tăng lên. Với sự đi ngang qua của frông lạnh thì áp suất bắt đầu tăng nhanh. Phía sau frông lạnh tốc độ tăng áp suất có thể đạt tới 3-5 gPa/3 giờ, đôi khi 6-8 gPa/3 giờ và thậm chí cao hơn. Xu hướng biến đổi áp suất (từ giảm tới tăng, từ tăng chậm tới tăng nhanh) biểu hiện cho sự đi qua của đường frông ở gần sát mặt đất.

## Đặc trưng

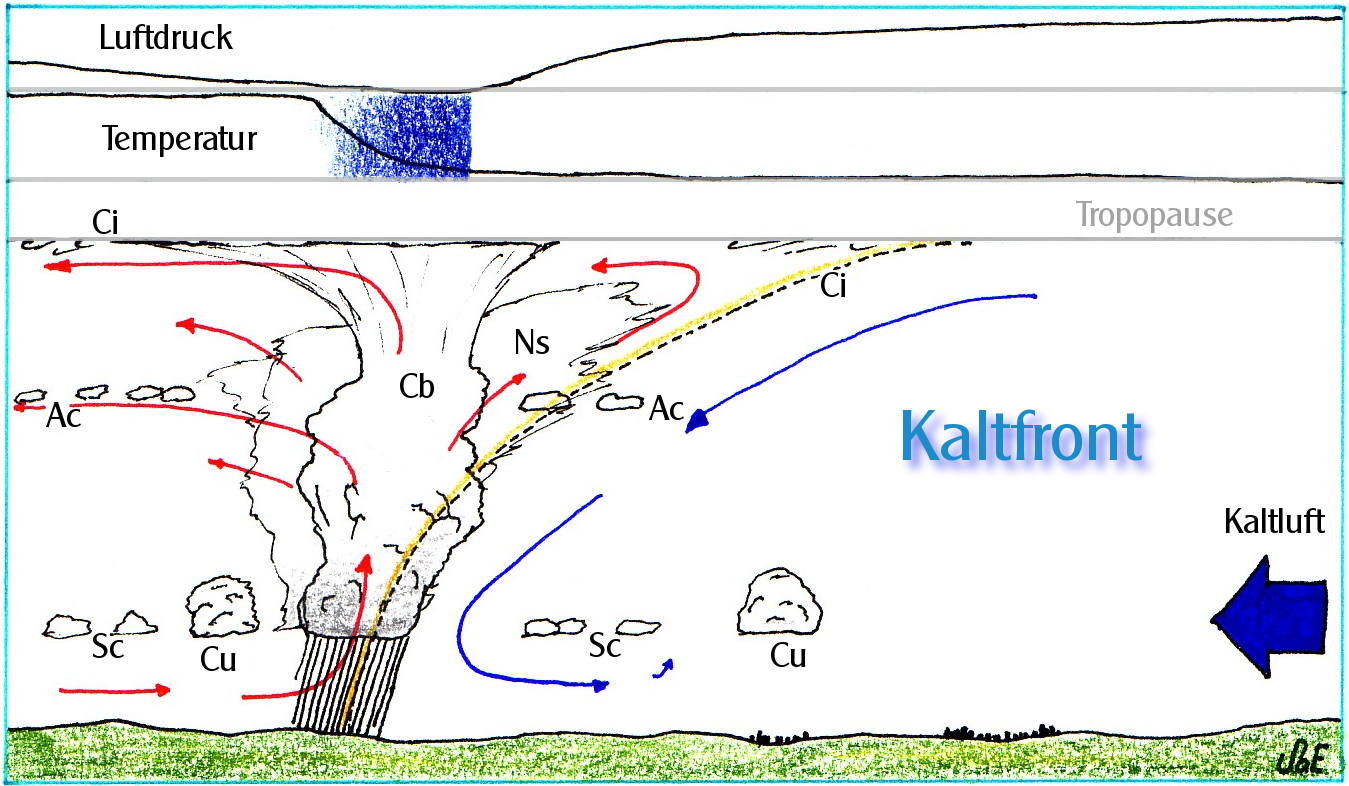
Minh họa frông lạnh. Đường với chữ Luftdruck là biểu diễn biến thiên áp suất khối khí. Đường với chữ Temperatur là biểu diễn biến thiên nhiệt độ. Kaltfront là frông lạnh. Kaltluft là khối khí lạnh. Tropopause là khoảng lặng đối lưu. Ci là mây ti. Ac là mây trung tích. Sc là mây tầng tích. Cu là mây tích. Cb là mây vũ tích. Ns là mây vũ tầng.

Trước frông thường quan sát được giáng thủy, không hiếm khi có dông và gió giật (đặc biệt trong thời gian nóng của năm). Nhiệt độ không khí sau khi đi qua của frông tụt xuống (lạnh bình lưu), trong đó đôi khi nhanh và mạnh - ở mức 5-10 °С và hơn thế sau 1-2 giờ. Điểm sương giảm đồng thời với nhiệt độ không khí. Tầm nhìn, theo quy tắc, được cải thiện, do sau frông lạnh là không khí trong sạch hơn và ít hơi ẩm hơn từ các vĩ độ cao tràn tới.
Đặc trưng thời tiết trên frông lạnh khác biệt rõ nét phụ thuộc vào tốc độ di chuyển của frông, tính chất của không khí nóng phía trước frông, đặc trưng của chuyển động đi lên của không khí nóng phía trên mặt nghiêng của frông lạnh.
Trên các frông lạnh loại 1 (chuyển động chậm) chủ yếu là sự nâng lên có trật tự của không khí nóng trên mặt nghiêng của không khí lạnh. Frông lạnh loại 1 là bề mặt thụ động của sự trườn lên. Thuộc loại này là các frông chuyển động chậm hay các frông bị trễ chuyển động của mình trong các rãnh khí áp sâu hay gần trung tâm xoáy tụ.
Lượng mây của frông lạnh loại 1, hình thành do chuyển động trườn lên dọc theo bề mặt của nó của khối không khí nóng bị đẩy lui bởi mảng chèn lạnh, là phản chiếu qua gương lượng mây của frông nóng. Nó bắt đầu từ mây vũ tầng (Ns), và kết thúc là mây ti tầng-mây ti (Cs-Ci). Trong đó mây phân bố chủ yếu ngoài đường frông. Khác biệt với lượng mây của frông nóng tất nhiên vẫn tồn tại: do ma sát bề mặt của frông lạnh trong các lớp dưới thấp trở thành dựng đứng, vì thế trước ngay chính đường frông thay vì chuyển động trườn lên êm ả và thoải là sự dâng đối lưu của không khí nóng. Vì điều này, trong phần trước của hệ thống mây có thể xuất hiện mây tích (Cu) và mây vũ tích (Cb), trải rộng hàng trăm kilômét dọc theo frông, với mùa đông có tuyết rơi và mùa hè có mưa rào, không hiếm khi với dông và gió giật. Trên phần nằm trên của bề mặt frông với độ dốc thông thường do kết quả của chuyển động trườn lên của không khí nóng hệ thống mây là sự che phủ đồng đều của các loại mây dạng tầng thuộc nhóm As-Ns. Giáng thủy dạng mưa rào trước frông sau khi frông đi qua được thay đổi bằng giáng thủy dầm dề đồng đều hơn. Sau đó xuất hiện mây ti tầng và mây ti.
Bề dày theo chiều thẳng đứng của hệ thống As-Ns và bề rộng của hệ thống mây và khu vực có giáng thủy sẽ nhỏ hơn đáng kể (khoảng 1,5-2 lần) so với trường hợp frông nóng. Ranh giới trên của hệ thống As-Ns nằm ở độ cao khoảng 4-4,5 km. Phía dưới hệ thống mây cơ bản có thể xuất hiện mây tầng tả tơi (St fr), đôi khi tạo thành mù frông. Khoảng thời gian đi qua của frông lạnh loại 1 qua điểm quan sát thường kéo dài từ 10 tiếng trở lên.
Có các điểm đặc biệt theo mùa trong cấu trúc của frông lạnh loại 1. Trong nửa lạnh của năm bề rộng của hệ thống mây khoảng 400–500 km, của khu vực có giáng thủy dầm dề - tới 200 km. Trong khu vực giáng thủy hình thành mây mang mưa tả tơi với ranh giới dưới chỉ khoảng 100–150 m. Trong mây và mưa quá lạnh xuất hiện sự đóng băng. Tầm nhìn trong giáng thủy giảm xuống tới 1.000 m và nhỏ hơn.
Trong nửa nóng của năm, trên frông, ngoài hệ thống mây cơ bản, không hiếm khi phát triển mây vũ tích, dông, kèm theo giáng thủy kiểu mưa rào và gió giật. Bề rộng của hệ thống mây đạt khoảng gần 300 km, khu vực có giáng thủy mưa rào - khoảng 50 km, xa hơn nữa nó chuyển thành mưa dầm; bề rộng chung của khu vực có giáng thủy trung bình khoảng 150 km. Trong mây xuất hiện sự đóng băng, còn trong mây vũ tích, ngoài điều đó, còn có sự chao đảo mạnh.
Frông lạnh loại 2 là phần lớn các loại frông lạnh chuyển động nhanh trong các xoáy tụ, đặc biệt là tại vùng rìa của các xoáy tụ. Ở đây diễn ra sự chèn lấn không khí nóng từ các lớp phía dưới đang chuyển động về phía gờ lạnh. Bề mặt của frông lạnh trong các phía dưới phân bố rất dốc, thậm chí tạo ra chỗ lồi trong dạng gờ. Dịch chuyển nhanh của phần nêm của không khí lạnh gây ra đối lưu bắt buộc của không khí nóng bị chèn ép trong một không gian hẹp ở phần trước của bề mặt frông. Ở đây phát sinh luồng đối lưu mạnh với sự tạo thành của mây vũ tích, được gia tăng nhờ tác động của đối lưu nhiệt trong thời gian ban ngày.
Triệu chứng của frông là mây trung tích dạng hình đậu, phân bố trước frông trên khoảng cách tới 200 km. Hệ thống mây xuất hiện có bề rộng không lớn (50–100 km) và không phải là mây đối lưu riêng lẻ mà là một chuỗi liên tục, hay một trục mây, có thể không dày dặc (đặc biệt khi không khí có độ ẩm không cao). Trên các bản đồ tỷ lệ xích thông thường, mây vũ tích (Cb) và giáng thủy mưa rào, mưa đá và dông không phải thường xuyên biểu lộ.
Trong nửa nóng của năm ranh giới trên của mây vũ tích đạt tới độ cao của khoảng lặng bình lưu. Trên các frông lạnh loại 2 quan sát thấy hoạt động dông tố mãnh liệt, mưa rào, đôi khi có mưa đá và gió giật. Trong mây có sự chao đảo mạnh và sự đóng băng. Bề rộng của khu vực có các biểu hiện nguy hiểm của thời tiết đạt tới vài chục kilômét.
Trong nửa lạnh của năm đỉnh của mây vũ tích đạt tới độ cao 3–4 km. Gắn liền với lượng mây này là những trận tuyết rơi/mưa rào mạnh nhưng ngắn (bề rộng của khu vực này đạt tới 50 km), bão tuyết với tầm nhìn nhỏ hơn 1.000 m, sự tăng cường mãnh liệt của tốc độ gió và chao đảo. Mây của frông loại 2 có biểu hiện rõ nét theo thời gian của ngày. Ban đêm, mây vũ tích có thể bị tản ra. Ban ngày các chuyển động đối lưu của không khí được tăng cường gắn với sự đốt nóng bề mặt bên dưới và sự phát triển các chuyển động nhiễu loạn. Vì thế sự phát triển mạnh nhất của mây và giáng thủy của frông lạnh loại 2 đạt được trong các giờ buổi chiều, là đặc trưng và dành cho mây tích và mây vũ tích (Cu và Cb) nội khối.
Khi frông lạnh loại 2 đi qua điểm quan sát thì ban đầu (khoảng 3-4 giờ trước khi đường frông tới trên mặt đất) xuất hiện mây ti, nhanh chóng đổi thành mây trung tầng, đôi khi dạng đậu, và nó lại nhanh chóng đổi thành mây vũ tích với giáng thủy. Sự kéo dài dịch chuyển của hệ thống mây với giáng thủy mưa rào và dông thường không quá 1-2 giờ. Sau khi frông lạnh đi qua thì giáng thủy mưa rào cũng chấm dứt.
Điểm đặc biệt của frông lạnh cả hai loại là gió giật phía trước frông. Do ở phần trước của phần chèn lạnh, vì ma sát, xuất hiện độ dốc dựng đứng của bề mặt frông, một phần không khí lạnh nằm trên không khí nóng. Tiếp theo diễn ra "sự phá sập" xuống dưới của khối khí lạnh tại phần phía trước của gờ lạnh đang chuyển động. Sự sụp xuống của không khí lạnh dẫn tới sự chèn lên phía trên của không khí nóng và dẫn tới sự xuất hiện gió xoáy dọc theo frông với trục nằm ngang. Đặc biệt mạnh là các trận gió giật trên đất liền về mùa hè, do chênh lệch lớn về nhiệt độ giữa không khí nóng và không khí lạnh theo cả hai bên của frông và do sự không ổn định của không khí nóng. Trong những điều kiện như thế sự đi qua của frông lạnh kèm theo gió có tốc độ mạnh ở mức phá hủy. Tốc độ gió không ít khi vượt quá 15–20 m/s (54–72 km/h), sự kéo dài của hiện tượng này thường chỉ vài phút.
Frông lạnh thứ cấp thấy có trên bề mặt Trái Đất, trong các rãnh khí áp ở phía sau xoáy tụ của frông cơ sở (sơ cấp), nơi có chỗ hội tụ gió. Có thể có từ 1 tới 3 frông thứ cấp. Các frông thứ cấp có hệ thống mây, tương tự như hệ thống mây của frông lạnh loại 2, nhưng độ trải rộng của mây theo chiều thẳng đứng nhỏ hơn của frông sơ cấp. Vì điều này, sau khoảng trời quang ngắn ngủi, diễn ra sau sự đi qua của frông sơ cấp, xuất hiện mây đối lưu, gắn liền với các frông thứ cấp, với giáng thủy như mưa rào, dông, gió giật và bão tuyết.
Nhưng giáng thủy ở phía sau xoáy tụ có thể không phải chỉ là mỗi do frông, mà có thể do cả nội khối, bởi ở phía sau xoáy tụ khối khí là không ổn định.Gió giật cũng có thể là nội khối, gắn liền với mây dày của đối lưu (Cb) trong thời tiết mùa hè nóng bức trên đất liền hay trong các khối lạnh không ổn định trên bề mặt phía dưới nóng hơn (trong phần sau của mây vũ tích có chỗ cho các chuyển động đi xuống, trong phần trước - chuyển động đi lên mạnh, gây ra gió xoáy với trục nằm ngang - tức gió giật).

## Phát triển của frông lạnh
Khối khí lạnh và nặng hơn nêm vào dưới khối khí nóng và nhẹ hơn, nâng nó lên, có thể gây ra sự hình thành của một dải hẹp các trận mưa rào và dông khi có đủ hơi ẩm. Chuyển động dâng lên này sinh ra một áp suất giảm xuống dọc theo frông lạnh. Trên các bản đồ thời tiết, vị trí bề mặt của frông lạnh được đánh dấu bằng biểu tượng một đường màu xanh lam với các tam giác chỉ mũi nhọn về hướng chuyển động của nó. Vị trí của frông lạnh là tại rìa phía trước của nơi nhiệt độ tụt xuống, mà trong phân tích đường đẳng nhiệt có thể biểu lộ ra như là rìa dẫn đầu của gradient đẳng nhiệt, và nó thông thường nằm trong máng bề mặt sắc nét. Các frông lạnh có thể tiến lên tới 2 lần nhanh hơn và sinh ra các thay đổi sắc nét hơn của thời tiết so với các frông nóng. Do không khí lạnh là nặng hơn không khí nóng, nó nhanh chóng thay thế không khí nóng đứng trước ranh giới. Các frông lạnh, thông thường gắn liền với các khu vực có áp suất thấp, và đôi khi, frông nóng.
Ở bắc bán cầu, frông lạnh thường gây ra sự dịch chuyển của gió từ đông nam sang tây bắc, và ở nam bán cầu là sự dịch chuyển từ đông bắc sang tây nam. Các đặc trưng phổ biến gắn liền với frông lạnh bao gồm:
| Hiện tượng thời tiết                   | Trước khi có sự đi qua của frông                                              | Khi frông đang đi qua           | Sau khi frông đi qua                                                                          |
| -------------------------------------- | ----------------------------------------------------------------------------- | ------------------------------- | --------------------------------------------------------------------------------------------- |
| Nhiệt độ                               | Nóng                                                                          | Lạnh đột ngột                   | Lạnh đều đều                                                                                  |
| Áp suất khí quyển                      | Giảm đều đều                                                                  | Thấp nhất, sau đó tăng đột ngột | Tăng đều đều                                                                                  |
| Gió                                    | (a) Tây nam tới đông nam (Bắc bán cầu) (b) Tây bắc tới đông bắc (Nam bán cầu) | Dông; thay đổi từng cơn         | (a) Bắc tới tây (thường tây bắc) (Bắc bán cầu) (b) Nam tới tây (thường tây nam) (Nam bán cầu) |
| Giáng thủy/điều kiện*                  | Mưa rào ngắn                                                                  | Dông, đôi khi mãnh liệt         | Mưa rào, sau đó trời trong                                                                    |
| Mây*                                   | Tăng: Mây ti, mây ti tầng và mây vũ tích                                      | Mây vũ tích                     | Mây tích                                                                                      |
| Tầm nhìn*                              | Vừa phải tới kém trong mù                                                     | Kém, nhưng đang cải thiện       | Tốt, ngoại trừ trong mưa rào                                                                  |
| Điểm sương                             | Cao; đều đều                                                                  | Đột ngột hạ xuống               | Hạ thấp                                                                                       |
| * Thay đổi chỉ xảy ra khi có đủ hơi ẩm |                                                                               |                                 |                                                                                               |

Định nghĩa:
Ranh giới giữa hai khối khí, một lạnh và một nóng

## Giáng thủy
Frông lạnh nói chung mang theo một dải hẹp giáng thủy chạy dọc theo rìa dẫn đầu của frông lạnh. Các dải giáng thủy này thường là rất mạnh trong tự nhiên, đặc biệt là trong các tháng mùa xuân và mùa hè, có thể gây ra dông tố mạnh và/hoặc vòi rồng. Trong mùa xuân, các frông lạnh này có thể rất mạnh và có thể mang gió mạnh khi gradient áp suất là căng hơn thông thường. Trong mùa hè, các frông lạnh có thể gây ra dông tố mạnh và mưa đá, nhưng trong mùa đông, các frông lạnh đôi khi đi qua khu vực mà chỉ có ít hoặc không có giáng thủy, và có tác động ít hoặc không đáng kể tới nhiệt độ. Trong các tháng mùa thu, các frông lạnh hiếm khi đưa tới các trận dông tố mạnh, nhưng có thể mang tới những trận mưa lớn và rộng khắp. Những trận mưa này đôi khi gây ra lũ lụt, và có thể chuyển động rất chậm do các frông lạnh là nghiêng nhiều hơn về phía chuỷen động chậm trong mùa thu. Trong mùa đông, các frông lạnh có thể mang đến các đợt rét và các trận bão tuyết mạnh. Nếu hơi ẩm là không đủ, các frông lạnh có thể đi qua mà không sinh ra bất kỳ hiện tượng giáng thủy nào, và bầu trời có thể là không có mây. Các frông lạnh không sinh ra hơi ẩm, nó đơn thuần chỉ ngưng tụ dựa vào không khí lạnh thành các đám mây và các giọt nước nếu như có đủ hơi nước trong khối không khí của nó. Do không khí lạnh chèn vào dưới khối không khí nóng, nên nó buộc khối khí nóng phải dâng lên, tạo ra sự không ổn định. Nếu có đủ hơi ẩm, nó sẽ ngưng tụ, tạo ra các cơn dông, mây và/hoặc mưa.

## Thay đổi nhiệt độ
Các frông lạnh là phần rìa phía trước của khối khí lạnh, vì thế mà có tên gọi "frông lạnh". Chúng có thể mang tới các đợt rét trong mùa thu và mùa đông. Rất hay xảy ra, các frông lạnh gắn liền với các đợt rét khủng khiếp. Đôi khi các frông lạnh không có ảnh hưởng đáng kể đối với thời tiết. Các frông lạnh vào cuối mùa thu về bản chất mang tính vùng cực nhiều hơn, và có xu hướng mang theo thời tiết rất lạnh lẽo, và chênh lệch nhiệt độ do giảm nhiệt độ có thể tới 5-10 °C trong vòng 1-2 giờ, đôi khi chênh lệch có thể tới 17 °C (30 °F). Khi các frông lạnh vượt qua, tại khu vực đó thường có gió mạnh và đổi hướng, chỉ ra rằng frông lạnh đã tràn qua. Các tác động của frông lạnh có thể kéo dài từ chỉ vài giờ tới vài tuần, phụ thuộc vào việc khi nào frông thời tiết kế tiếp sẽ đến. Khối khí phía sau frông là lạnh hơn so với khối khí mà nó thay thế. Khối khí nóng buộc phải dâng lên và bị lạnh đi. Do không khí lạnh hơn không thể giữ được nhiều hơi ẩm như khối khí nóng nên các đám mây được hình thành và giáng thủy có thể xảy ra.

## Gắn liền với frông nóng

Ví dụ về xoáy tụ hấp lưu. Điểm hợp ba là nơi giao nhau giữa các frông lạnh, nóng và hấp lưu. L là khu vực có áp suất thấp (xoáy tụ)

Các frông lạnh thường gắn liền với các frông nóng, tuyến gió mạnh hay các kiểu frông thời tiết khác. Rất phổ biến, các frông lạnh có frông nóng cận kề ở phía trước của frông lạnh này. Nó tạo ra khu vực nơi không khí nóng trộn lẫn và tương tác với frông lạnh. Khu vực này được biết đến như là khu vực nóng ấm. Trong khu vực nóng ấm thường xảy ra dông tố mạnh, vòi rồng và mưa đá, do khác biệt rõ nét giữa không khí nóng gắn liền với frông nóng và không khí lạnh gắn liền với frông lạnh. Một frông lạnh được coi là frông nóng nếu nó bị đẩy lui, và được gọi là frông tĩnh nếu nó đứng yên.

## Hình thành
Các frông lạnh hình thành khi các khối khí lạnh hơn di chuyển vào các khu vực có các khối khí nóng hơn. Không khí nóng tương tác với các khối khí lạnh dọc theo ranh giới, và thường sinh ra giáng thủy.